# Azuragrion nigridorsum
Azuragrion nigridorsum là một loài chuồn chuồn kim thuộc họ Coenagrionidae. Loài này có ở Angola, Botswana, Cameroon, Ethiopia, Kenya, Malawi, Mozambique, Namibia, Niger, Nam Phi, Sudan, Tanzania, Uganda, Zambia, và Zimbabwe. Môi trường sống tự nhiên của chúng là rừng ẩm vùng đất thấp nhiệt đới hoặc cận nhiệt đới, xavan khô, xavan ẩm, vùng cây bụi khô khu vực nhiệt đới hoặc cận nhiệt đới, vùng cây bụi ẩm khu vực nhiệt đới hoặc cận nhiệt đới, đồng cỏ khô nhiệt đới hoặc cận nhiệt đới vùng đất thấp, đất ngập nước với cây bụi là chủ yếu, đầm lầy, hồ nước ngọt có nước theo mùa, đầm nước ngọt, đầm nước ngọt có nước theo mùa, và suối nước ngọt.